# Леопардов хамелеон
Леопардовият хамелеон (Furcifer pardalis) е вид хамелеон, открит в източната и северната част на Мадагаскар в тропически горски биом. Освен това е внесен в Реюнион и Мавриций.

## Възпроизвеждане
Леопардовите хамелеони достигат полова зрялост на минимална възраст от седем месеца. Когато са бременни или носят яйца, женските стават тъмнокафяви или черни с оранжеви ивици, за да дадат знак на мъжете, че нямат намерение да се чифтосват. Точното оцветяване и модел на бременните женски варира в зависимост от фазата на цвета на хамелеона.

## Галерия
- Женски от национален парк Montagne d'Ambre, Мадагаскар
- Леопардов хамелеон (Furcifer pardalis) движи очите си
- Бременна женска от остров Реюнион